# Agnese Duranti
Agnese Duranti (Spoleto, 18 dicembre 2000) è un'ex ginnasta italiana, dal 2015 membro della Nazionale di ginnastica ritmica dell'Italia.

## Carriera
Agnese Duranti ha iniziato a praticare la ginnastica ritmica all'età di nove anni, quando i suoi genitori la iscrivono alla Polisportiva La Fenice di Spoleto. Cinque anni più tardi ottiene la convocazione nella nazionale italiana juniores e con il ruolo di capitano guida la squadra agli Europei junior di Minsk 2015, dove l'Italia giunge quinta nella specialità delle 5 palle.
Nel 2015 fa anche la sua prima apparizione in nazionale maggiore in occasione del Grand Prix di Mosca. Ai Mondiali di Pesaro 2017 si laurea campionessa nei 5 cerchi, mancando con la squadra azzurra il podio nel concorso generale concludendo al quarto posto a soli 0,025 punti di distacco dal Giappone.
Insieme ad Anna Basta, Martina Centofanti, Letizia Cicconcelli, Alessia Maurelli e Martina Santandrea partecipa agli Europei di Guadalajara 2018 che valgono all'Italia la medaglia d'oro nei 5 cerchi e due argenti nel concorso generale e nella specialità 3 palle / 2 funi. Segue un'altra prestazione di rilievo ai Mondiali di Sofia 2018 con il titolo vinto nell'esercizio misto con palle e funi, oltre al secondo posto ottenuto nell'all-around, e infine il terzo posto guadagnato con i 5 cerchi.
Ai Mondiali di Baku 2019 vince una medaglia di bronzo nei 3 cerchi / 4 clavette.
Nel 2021 conquista a Varna al Campionato Europeo una medaglia d’argento nel concorso generale dietro la Russia e un bronzo nella specialità cerchi e clavette sulle note dell’ “Albero della Vita” di Roberto Cacciapaglia.
Prende parte ai Giochi olimpici di Tokyo 2020 assieme alle compagne Alessia Maurelli, Martina Centofanti, Daniela Mogurean e Martina Santandrea conquistando una prestigiosa medaglia di bronzo, proprio l'ultima della spedizione azzurra ai Giochi olimpici che fa automaticamente scattare un duplice record: primato assoluto per numero di medaglie italiane a un'edizione dei giochi olimpici (40) e la conquista di almeno una medaglia al giorno da parte di atleti italiani durante tutta la rassegna olimpica. Il primo giorno di eliminatorie si qualifica in finale con il terzo miglior punteggio (87.150), dietro a Bulgaria (91.800) e Comitato Olimpico Russo (89.050). Podio che rimane invariato anche il giorno della finale: medaglia d'oro alla Bulgaria (punteggio di 92.100), argento al Comitato Olimpico Russo (90.700) e bronzo all'Italia (87.700). A completare la classifica delle 8 squadre finaliste: Cina (84.550), Bielorussia (84.050), Israele (83.850), Ucraina (77.600) e Giappone, padrone di casa (72.500).

## Palmarès
Vengono di seguito riportate le medaglie conquistate in competizioni internazionali ufficiali: Giochi olimpici, Campionati Mondiali, Campionati Europei (evidenziate); tappe di Coppa del Mondo e Grand Prix. Non sono perciò conteggiate le medaglie ottenute in contesti amichevoli.
| Anno | Paese       | Competizione        | Medaglia | Specialità        | Punteggio |
| ---- | ----------- | ------------------- | -------- | ----------------- | --------- |
| 2017 | Thiais      | Grand Prix          | Oro      | Concorso generale | 37.800    |
| 2017 | Thiais      | Grand Prix          | Argento  | Cerchi            | 18.550    |
| 2017 | Thiais      | Grand Prix          | Argento  | Funi e palle      | 17.900    |
| 2017 | Pesaro      | Coppa del mondo     | Argento  | Concorso generale | 36.800    |
| 2017 | Pesaro      | Coppa del mondo     | Oro      | Cerchi            | 18.700    |
| 2017 | Pesaro      | Coppa del mondo     | Oro      | Palle e funi      | 18.700    |
| 2017 | Baku        | Coppa del mondo     | Argento  | Concorso generale | 35.500    |
| 2017 | Baku        | Coppa del mondo     | Oro      | Cerchi            | 18.700    |
| 2017 | Portimão    | Coppa del mondo     | Oro      | Concorso generale | 35.550    |
| 2017 | Portimão    | Coppa del mondo     | Oro      | Funi e palle      | 17.550    |
| 2017 | Portimão    | Coppa del mondo     | Oro      | Cerchi            | 18.350    |
| 2017 | Minsk       | Coppa del mondo     | Oro      | Concorso generale | 36.700    |
| 2017 | Minsk       | Coppa del mondo     | Argento  | Funi e palle      | 18.350    |
| 2017 | Kazan'      | Coppa del mondo     | Argento  | Concorso generale | 35.950    |
| 2017 | Pesaro      | Campionati Mondiali | Oro      | Cerchi            | 18.900    |
| 2018 | Thiais      | Grand Prix          | Oro      | Concorso generale | 39.850    |
| 2018 | Thiais      | Grand Prix          | Bronzo   | Cerchi            | 18.650    |
| 2018 | Thiais      | Grand Prix          | Oro      | Funi e palle      | 20.550    |
| 2018 | Sofia       | Coppa del mondo     | Bronzo   | Concorso generale | 38.550    |
| 2018 | Sofia       | Coppa del mondo     | Bronzo   | Cerchi            | 19.650    |
| 2018 | Sofia       | Coppa del mondo     | Argento  | Funi e palle      | 17.800    |
| 2018 | Pesaro      | Coppa del mondo     | Oro      | Concorso generale | 40.550    |
| 2018 | Pesaro      | Coppa del mondo     | Oro      | Cerchi            | 21.600    |
| 2018 | Pesaro      | Coppa del mondo     | Oro      | Funi e palle      | 20.600    |
| 2018 | Baku        | Coppa del mondo     | Oro      | Concorso generale | 40.650    |
| 2018 | Baku        | Coppa del mondo     | Argento  | Cerchi            | 18.000    |
| 2018 | Guadalajara | Coppa del mondo     | Argento  | Concorso generale | 39.750    |
| 2018 | Guadalajara | Coppa del mondo     | Oro      | Cerchi            | 21.500    |
| 2018 | Guadalajara | Coppa del mondo     | Argento  | Funi e palle      | 21.500    |
| 2018 | Guadalajara | Campionati Europei  | Argento  | Concorso generale | 42.900    |
| 2018 | Guadalajara | Campionati Europei  | Oro      | Cerchi            | 22.350    |
| 2018 | Guadalajara | Campionati Europei  | Argento  | Funi e palle      | 22.350    |
| 2018 | Minsk       | Coppa del mondo     | Oro      | Concorso generale | 44.300    |
| 2018 | Minsk       | Coppa del mondo     | Oro      | Cerchi            | 22.800    |
| 2018 | Kazan'      | Coppa del mondo     | Oro      | Concorso generale | 43.950    |
| 2018 | Kazan'      | Coppa del mondo     | Bronzo   | Cerchi            | 22.000    |
| 2018 | Kazan'      | Coppa del mondo     | Argento  | Funi e palle      | 22.200    |
| 2018 | Sofia       | Campionati Mondiali | Argento  | Concorso generale | 44.825    |
| 2018 | Sofia       | Campionati Mondiali | Bronzo   | Cerchi            | 22.550    |
| 2018 | Sofia       | Campionati Mondiali | Oro      | Funi e palle      | 22.550    |
| 2019 | Kiev        | Grand Prix          | Bronzo   | Concorso generale | 41.600    |
| 2019 | Kiev        | Grand Prix          | Bronzo   | Palle             | 22.600    |
| 2019 | Kiev        | Grand Prix          | Bronzo   | Cerchi e clavette | 22.450    |
| 2019 | Pesaro      | Coppa del mondo     | Bronzo   | Concorso generale | 49.400    |
| 2019 | Pesaro      | Coppa del mondo     | Oro      | Palle             | 25.400    |
| 2019 | Sofia       | Coppa del mondo     | Argento  | Concorso generale | 48.200    |
| 2019 | Guadalajara | Coppa del mondo     | Oro      | Concorso generale | 50.250    |
| 2019 | Guadalajara | Coppa del mondo     | Argento  | Palle             | 25.000    |
| 2019 | Guadalajara | Coppa del mondo     | Bronzo   | Cerchi e clavette | 24.950    |
| 2019 | Minsk       | Coppa del mondo     | Oro      | Palle             | 29.800    |
| 2019 | Kazan'      | Coppa del mondo     | Bronzo   | Concorso generale | 56.900    |
| 2019 | Portimão    | Coppa del mondo     | Oro      | Concorso generale | 58.050    |
| 2019 | Portimão    | Coppa del mondo     | Oro      | Palle             | 29.500    |
| 2019 | Portimão    | Coppa del mondo     | Argento  | Cerchi e clavette | 28.550    |
| 2019 | Baku        | Campionati Mondiali | Bronzo   | Cerchi e clavette | 29.200    |
| 2021 | Baku        | Coppa del mondo     | Argento  | Concorso generale | 84.250    |
| 2021 | Baku        | Coppa del mondo     | Argento  | Palle             | 44.550    |
| 2021 | Baku        | Coppa del mondo     | Argento  | Cerchi e clavette | 41.900    |
| 2021 | Pesaro      | Coppa del mondo     | Oro      | Palle             | 46.950    |
| 2021 | Pesaro      | Coppa del mondo     | Oro      | Cerchi e Clavette | 44.150    |
| 2021 | Varna       | Campionati Europei  | Argento  | Concorso generale | 87.450    |
| 2021 | Varna       | Campionati Europei  | Bronzo   | Cerchi e Clavette | 43.375    |
| 2021 | Tokyo       | Giochi olimpici     | Bronzo   | Concorso generale | 87.700    |
| 2021 | Cluj-Napoca | Coppa del mondo     | Oro      | Concorso generale | 90.150    |
| 2021 | Cluj-Napoca | Coppa del mondo     | Oro      | Palle             | 47.650    |
| 2021 | Cluj-Napoca | Coppa del mondo     | Oro      | Cerchi e clavette | 45.600    |
| 2021 | Kitakyūshū  | Campionati Mondiali | Argento  | Team ranking      | 277.575   |
| 2021 | Kitakyūshū  | Campionati Mondiali | Argento  | Concorso generale | 86.000    |
| 2021 | Kitakyūshū  | Campionati Mondiali | Argento  | Palle             | 45.600    |
| 2021 | Kitakyūshū  | Campionati Mondiali | Argento  | Cerchi e clavette | 42.750    |
| 2024 | Parigi      | Giochi olimpici     | Bronzo   | Concorso generale | 68.100    |